# The Last Mercenary (película de 2021)
The Last Mercenary es una película de comedia de acción francesa de 2021 dirigida por David Charhon con un guion de Charhon e Ismael Sy Savane. La película está protagonizada por Jean-Claude Van Damme en el papel principal, junto con un reparto secundario que incluye a Alban Ivanov, Assa Sylla y Samir Decazza. Fue lanzada en Netflix el 30 de julio de 2021.

## Sinopsis
Un misterioso exagente del servicio secreto debe regresar urgentemente a Francia cuando el gobierno acusa falsamente a su hijo separado de tráfico de armas y drogas, luego de un error cometido por un burócrata demasiado entusiasta y una operación de la mafia.

## Reparto
- Jean-Claude Van Damme como Richard Brumère / La niebla[4]
- Eric Judor como Paul Lesueur
- Miou-Miou como Marguerite
- Patrick Timsit como Comandante Jouard
- Alban Ivanov como Alexandre
- Assa Sylla como Dalila
- Samir Decazza como Archibald[4]
- Valérie Kaprisky como Ministra Sivardière
- Michel Crémadès como Fernand
- Nassim Lyes como Simyon Novak
- Oleksiy Gorbunov

## Recepción
En el sitio web del agregador de reseñas Rotten Tomatoes, el 50% de las 16 reseñas son positivas, con una calificación promedio de 5.30/10. Metacritic, que utiliza un promedio ponderado, asignó a la película una puntuación de 48 sobre 100 según 8 críticos, lo que indica «críticas mixtas o promedio».